# Christian Benbennek
Christian Benbennek (* 9. November 1972 in Soltau) ist ein deutscher Fußballtrainer.

## Karriere
Als 27-Jähriger startete Benbennek als Jugendtrainer des VfL Wolfsburg. 2005 wurde er zum Co-Trainer der zweiten Mannschaft befördert. Nach knapp zwei Jahren wechselte er zur U-19-Mannschaft Wolfsburgs in die A-Junioren-Bundesliga, mit der er sofort die Meisterschaft der Nord/Nordost-Staffel gewann und anschließend Vizemeister wurde. Nach dem enttäuschenden 7. Tabellenplatz in der darauffolgenden Saison wurde er bei Eintracht Braunschweig II vorgestellt, jedoch am Ende der Saison 2010/11 durch Henning Bürger ersetzt. Anschließend wurde er Scout.
Nach fast einem Jahr Pause als Fußballtrainer wurde Benbennek Nachfolger von Dietmar Demuth als Trainer des Drittligisten SV Babelsberg 03. Im April 2013 wurde er von seinen Aufgaben freigestellt, nachdem die Mannschaft auf einen Abstiegsplatz der 3. Liga abgerutscht war. Unter seiner Führung konnte Babelsberg in 29 Spielen lediglich sieben Siege verzeichnen. Am 29. Mai 2013 wurde Benbennek Trainer des Regionalligisten TSV Havelse. Am 21. Mai 2015 unterschrieb er zur Saison 2015/16 einen Zweijahresvertrag als Cheftrainer von Regionalligist Alemannia Aachen. Nach der Partie gegen die Sportfreunde Lotte trat er am 5. Dezember 2015 zurück.
Zur Saison 2016/17 wurde er neuer Trainer des österreichischen Bundesligisten SV Ried, bei dem er einen bis 2018 gültigen Vertrag erhielt., ehe er im März 2017 durch Lassaad Chabbi ersetzt wurde.
Am 21. April 2017 wurde bekannt, dass er mit Beginn der Saison 2017/2018 zum Regionalligisten TSV Havelse zurückkehrt. Zuvor übernahm er aber im Mai 2017 noch bis Saisonende die U-23 der SpVgg Greuther Fürth. In Havelse war er bis Herbst 2018 tätig.
Von Juni 2019 bis Juni 2022 war Benbennek Trainer des BFC Dynamo. Mit den Weinroten wurde Benbennek 2021 Berliner Pokalsieger und Regionalliga-Meister 2022, verpasste in der Relegation gegen den VfB Oldenburg jedoch den Aufstieg in die 3. Liga. In der Folgewoche gab der Verein bekannt, sich von dem Trainer zu trennen.

## Erfolge
- 2008: Vizemeister A-Junioren-Bundesliga
- 2021: Berliner Pokalsieger
- 2022: Meister Regionalliga Nordost